# Stand Tall (singel)
Stand Tall – debiutancki singel libijskiego piosenkarza Bahjata wydany 27 listopada 2015 poprzez serwis SoundCloud.

## Odbiór komercyjny
Utwór został przebojem na terenie Malty, gdzie zajął 7. pozycję (początkowo debiutując na miejscu 8.) na liście Malta's Top 10 tworzonej przez maltańskie radio 89.7 Bay Radio.

## Teledysk
Do utworu powstał teledysk, którego reżyserem był Matthew James Borg. Został on wyświetlony ponad 30 tysięcy razy.

## Twórcy
|  | - Bahjat – tekst, produkcja - Trevor Kissaun – produkcja - Peter Borg – produkcja, miksowanie - Matthew Hyde – mastering | - Matthew James Borg – reżyseria |

## Notowania

### Tygodniowe
| Terytorium | Notowanie      | Pozycja | Źr.   |
| ---------- | -------------- | ------- | ----- |
| Malta      | Malta's Top 10 | 7       | [ 4 ] |

## Historia wydania
| Obszar     | Data              | Format                      | Wytwórnia | Źr.   |
| ---------- | ----------------- | --------------------------- | --------- | ----- |
| Cały świat | 27 listopada 2015 | digital download, streaming | –         | [ 2 ] |